# Benson Fong
Pour les articles homonymes, voir Fong.
Benson Fong est un acteur américain né le 10 octobre 1916 à Sacramento, en Californie (États-Unis), décédé le 1er août 1987 à Los Angeles (Californie).

## Filmographie
- 1936 : Charlie Chan at the Opera : Opera Extra
- 1938 : The Fighting Devil Dogs : Gehorda Outlaw [Ch. 9]
- 1943 : Le Défilé de la mort (China) : Guerrilla
- 1943 : Face au soleil levant (Behind the Rising Sun) d'Edward Dmytryk : Japanese Officer with message
- 1943 : Destination Tokyo : Japanese
- 1944 : Charlie Chan in the Secret Service : Tommie Chan
- 1944 : Up in Arms : Japanese sentry
- 1944 : Prisonniers de Satan (The Purple Heart) : Moy Ling
- 1944 : Le Chat chinois (Charlie Chan in The Chinese Cat) : Tommy Chan, #3 Son
- 1944 : Les Fils du dragon (Dragon Seed) de Jack Conway et Harold S. Bucquet : Sudent
- 1944 : Trente Secondes sur Tokyo (Thirty Seconds Over Tokyo), de Mervyn LeRoy : Young Dr. Chung
- 1944 : Les Clés du royaume (The Keys of the Kingdom) de John M. Stahl : Joseph
- 1945 : China Sky : Chung
- 1945 : The Scarlet Clue : Tommy Chan
- 1945 : Retour aux Philippines (Back to Bataan) d'Edward Dmytryk : Officer making broadcast
- 1945 : Nob Hill : Chinese boy
- 1945 : Secret Agent X-9 (en) : Dr. Hakahima
- 1945 : Le Cobra de Shanghaï (The Shanghai Cobra) : Tommy Chan
- 1945 : First Yank Into Tokyo : Capt. Tanahe
- 1945 : Red Dragon : Tommy Chan
- 1946 : Dark Alibi : Tommy Chan
- 1946 : Jalousie (Déception) : Jimmy, Hollenius' Servant
- 1947 : Meurtres à Calcutta (Calcutta) : Young Chinese Clerk
- 1948 : Femmes dans la nuit (Women in the Night) : Chang
- 1948 : Hazard : Houseboy
- 1949 : Boston Blackie's Chinese Venture : Ah Hing, Wong's Salescler
- 1949 : Chinatown at Midnight : Joe Wing
- 1951 : Korea Patrol : Kim, So. Korean scout
- 1951 : Three Husbands : George
- 1951 : Pékin Express (Peking Express) : Wong
- 1951 : Submarine Command : Major Kim
- 1952 : Back at the Front : Rickshaw boy
- 1954 : Le Roi des îles (His Majesty O'Keefe) de Byron Haskin : Mr. Chou
- 1954 : Dragonfly Squadron de Lesley Selander : Capt. Liehtse
- 1955 : La Conquête de l'espace (Conquest of Space), de Byron Haskin : Imoto
- 1955 : The Left Hand of God : Chun Tien (husband of dying woman)
- 1956 : Énigme policière (The Scarlet Hour) de Michael Curtiz
- 1959 : Five Gates to Hell : Gung Sa
- 1960 : Walk Like a Dragon : Wu
- 1961 : Flower Drum Song : Wang Chi-Yang
- 1962 : Des filles... encore des filles (Girls! Girls! Girls!), de Norman Taurog : Kin Yung
- 1964 : Bonanza (TV) saison 5 épisode 28 (Petit Nuage Rose) : Na Shan
- 1965 : Les Mystères de l'Ouest (The Wild Wild West) (série TV) - Saison 1 épisode 17, La Nuit où le Dragon cria (The Night the Dragon Screamed), de Irving J. Moore : Mo Ti
- 1966 : Our Man Flint : Dr Schneider
- 1968 : Un amour de Coccinelle (The Love Bug) : Mr. Wu
- 1971 : Travis Logan, D.A. (TV) : Alfred Ling
- 1972 : Kung Fu (TV) : Han Fei
- 1973 : Tuez Charley Varrick ! (Charley Varrick) : Honest John
- 1974 : A Time for Love
- 1975 : L'Homme le plus fort du monde (The Strongest Man in the World) de Vincent McEveety : Ah Fong
- 1976 : He Is My Brother : Kiko
- 1978 : Oliver's Story de John Korty : John Hsiang
- 1979 : Spider-Man: The Dragon's Challenge (TV) : Min Lo Chan
- 1981 : SOB : Chef
- 1982 : Moonlight (TV) : Clifford Wu
- 1982 : Jinxed! : Dr Wing
- 1984 : The Glitter Dome (TV) : Wing
- 1986 : Le Retour de Kung Fu (Kung Fu: The Movie) (TV) : The Old One